# Ransbergs kyrka
Ransbergs kyrka är en kyrkobyggnad som tillhör Ransbergs församling i Skara stift. Kyrkan ligger någon kilometer väster om samhället Fagersanna i Tibro kommun.

## Kyrkobyggnaden
På platsen uppfördes en liten kyrka på 1200-talet. Troligen var den byggd av munkar och användes som rastställe vid vandringar mellan Alvastra kloster och Varnhem. Denna ursprungliga kyrka utgör kor i nuvarande kyrkobyggnad.
Kyrkan består av ett rektangulärt långhus med ett rakt avslutat kor i öster. Vid korets norra sida finns sakristian. Mitt på långhusets södra finns ett litet vapenhus. Korfönstret har en glasmålning utförd 1960 Harald Lindberg med skildringar från kristendomens äldsta tid i Västergötland.
Sydväst om kyrkan finns en fristående klockstapel som är klädd med tjärade spån. Dess båda klockor göts om i början av 1800-talet.
En betydande renovering av kyrkans yttertak gjordes under 2022. Takkonstruktionen är från 1350-talet som restaurerades, nytt stålplåt placerades som därefter målades svart. 

## Inventarier
- Ett stympat triumfkrucifix är från senare delen av 1200-talet.
- Predikstolen i barock är gjord av Andreas Schmaltz och uppsatt 1685.
- En medeltida järndörr finns i sakristian.
- Nuvarande dopfunt är gjord 1935. Två äldre funtar har sålts och försvunnit.
- Nuvarande orgel med 20 stämmor, två manualer och en pedal är byggd av Smedmans Orgelbyggeri.

## Bildgalleri

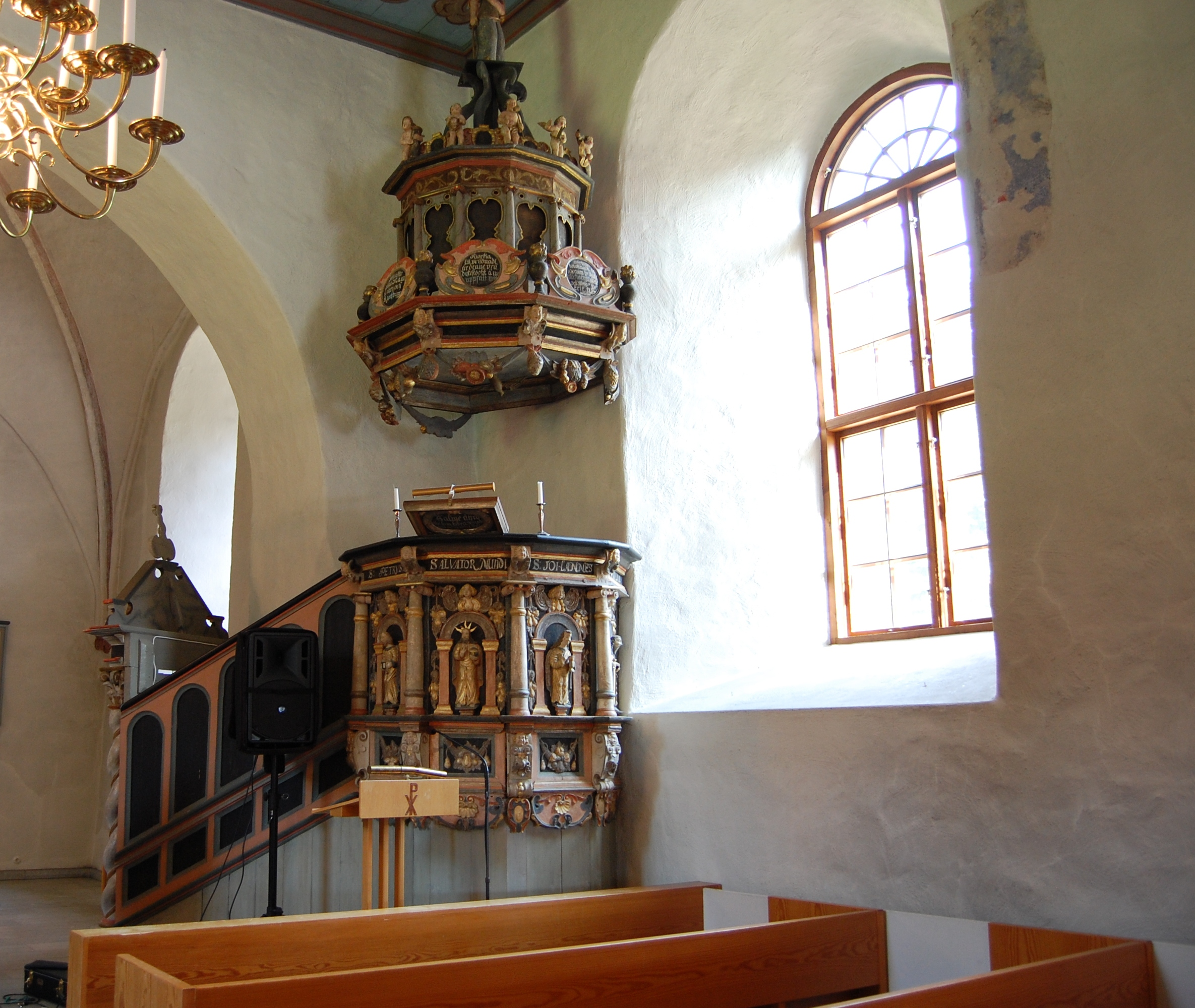
Ransbergs kyrkas predikstol
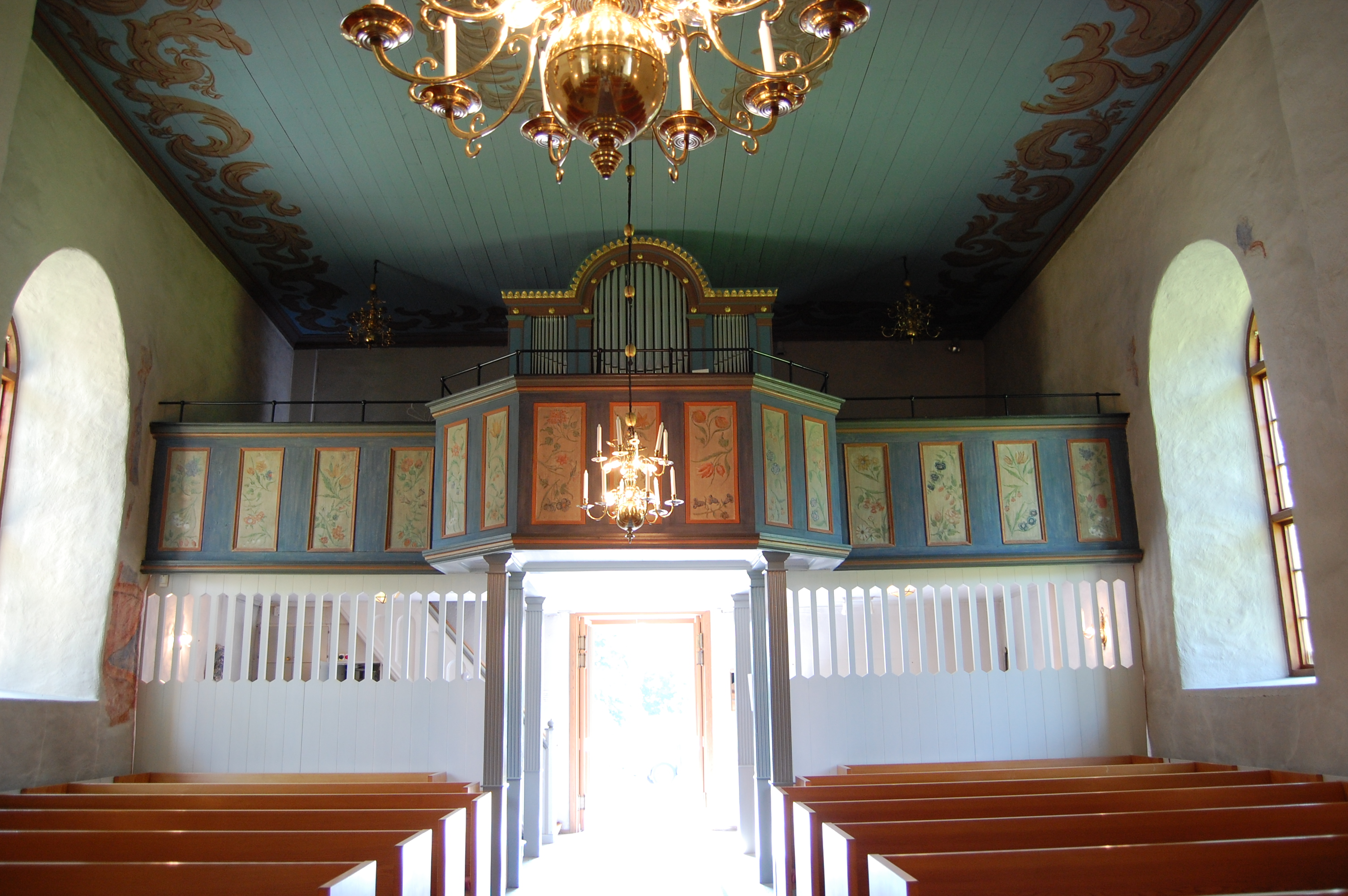
Ransbergs kyrkas orgelläktare
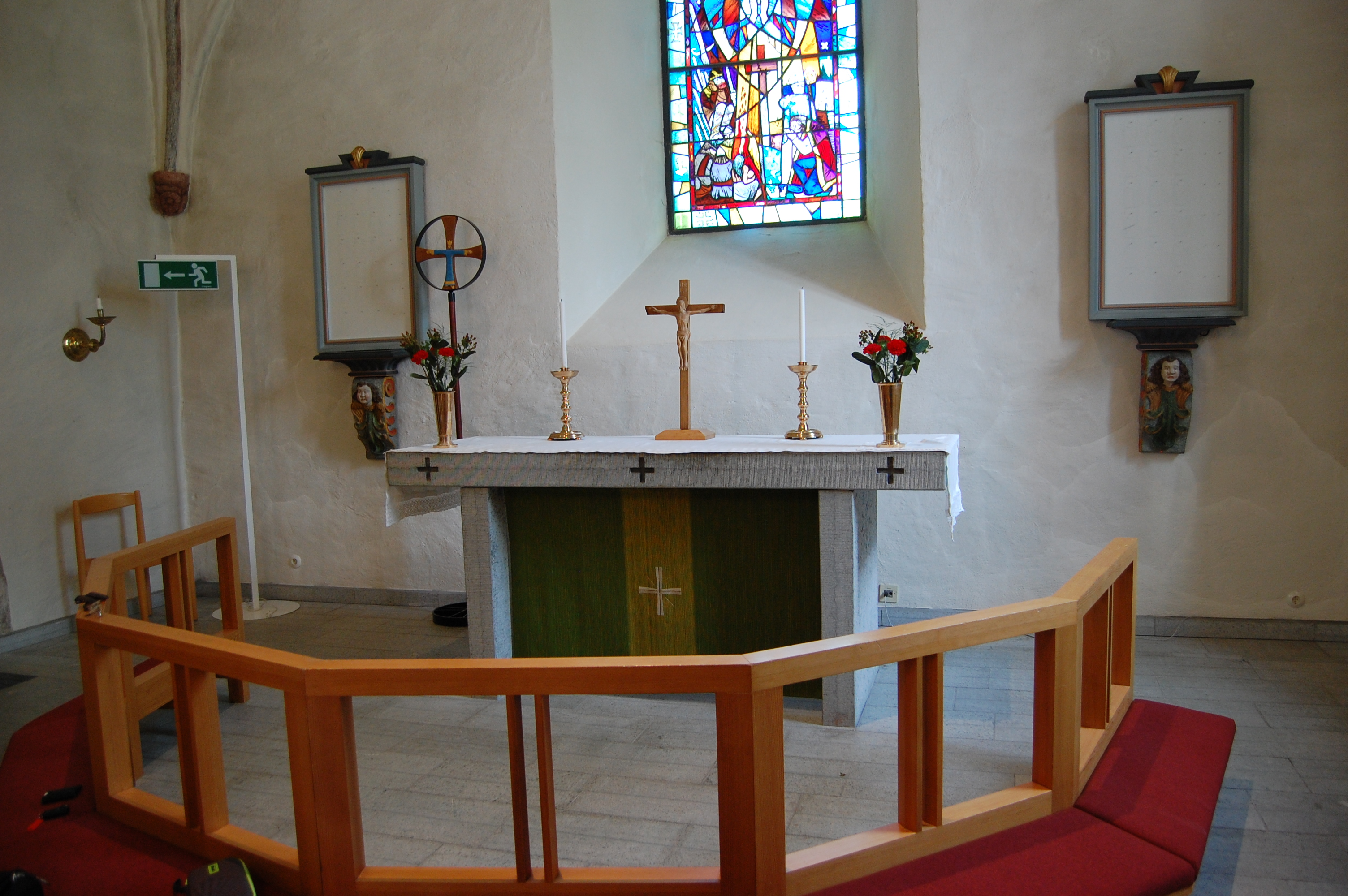
Ransbergs kyrkas altare
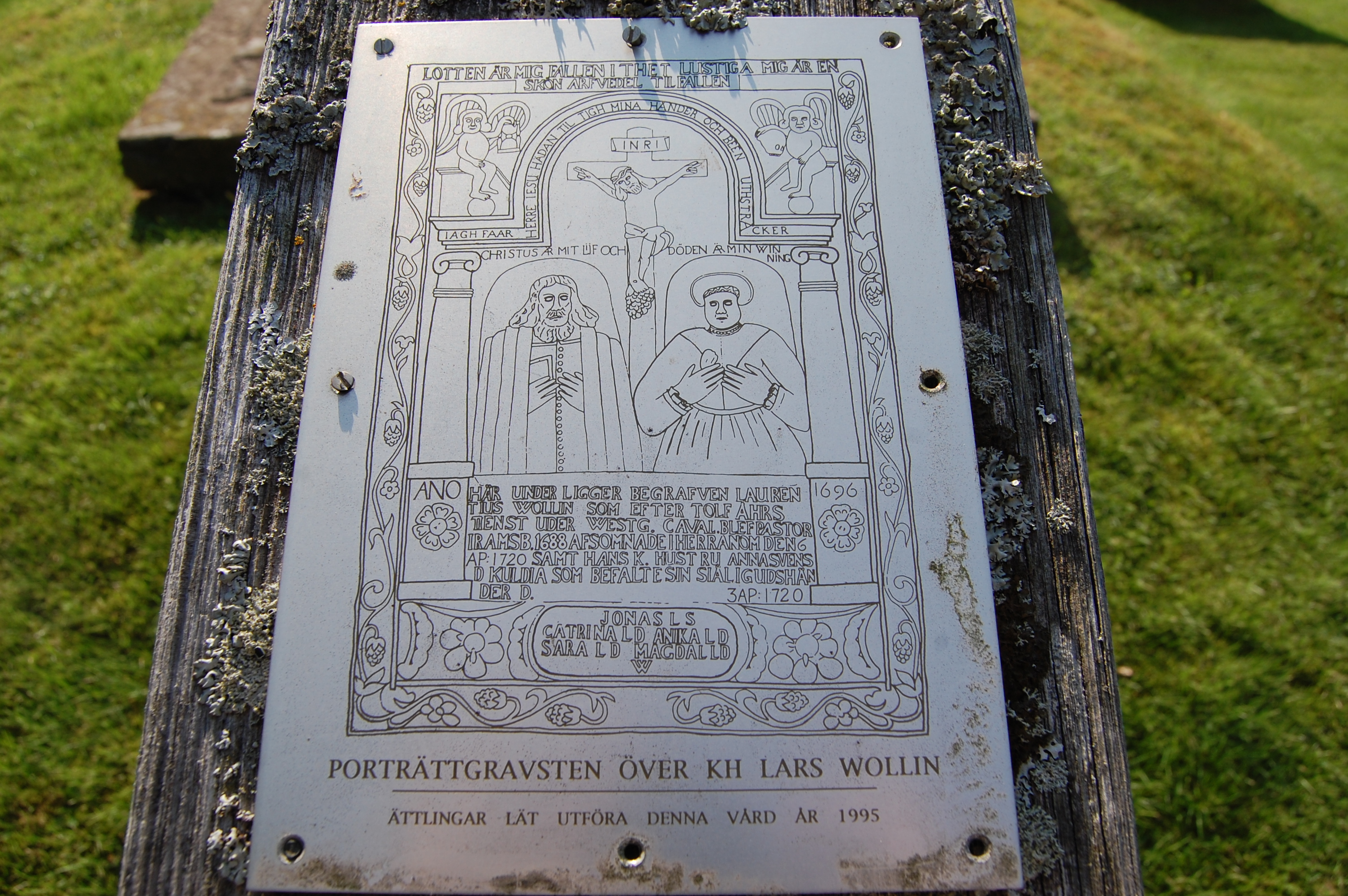
Ransbergs kyrka porträttgravsten på kyrkogården

### Webbkällor
- anläggningspresentation
- byggnadspresentation
- Tibro och Ransbergs församlingar